# 堀口定義
堀口 定義（ほりぐち さだよし、1914年2月1日 - 2005年5月11日）は、日本の詩人、官僚、実業家。
埼玉県熊谷市生まれ。国鉄御徒町駅に勤めながら苦学して専門学校入学資格検定試験(専検)に合格し1934年 第一高等学校に入る。1940年、高等試験に合格。1941年、東京帝国大学法学部政治学科卒業。大蔵省入省。管財局属。1959年、東京国税局総務部長。1960年、熊本国税局長。1961年、国税庁徴収部長。1962年調査査察部長、1964年、直税部長。1965年、原子燃料公団理事。1967年、動力炉核燃料事業団理事。1969年、忠勇社長。1975年、相談役。1976年、大阪証券金融社長。社業の傍ら、詩を書き、1978年「弾道」で日本詩人クラブ賞受賞。1984年、勲三等旭日中綬章受章。1989年から1991年まで日本詩人クラブ会長。
2005年5月11日死去、89歳。叙従四位。

## 著書
- 『原子力産業』ダイヤモンド社 1970
- 『ぴったりこない 詩集』風社 1974
- 『弾道 詩集』思潮社 1977
- 『船と玉葱 詩集』思潮社 1979
- 『失意の神たち 堀口定義詩集』思潮社 1982
- 『富士のように』日本経済新聞社 1982
- 『悪夢 詩集』思潮社 1984
- 『大地 詩集』思潮社 1987
- 『四季 堀口定義詩集』すばる書房 1990
- 『雨 詩集』花神社 1996
- 『世紀末 詩集』澪標 1999